# Жидичинська сільська рада
Жидичинська сільська рада Жидичинської сільської територіальної громади (до 2017 року — Жидичинська сільська рада Ківерцівського району Волинської області) — орган місцевого самоврядування Жидичинської сільської територіальної громади Волинської області з розміщенням у с. Жидичин.

## Склад ради
Рада складається з 22 депутатів та голови.
Перші вибори депутатів ради та голови громади відбулись 29 жовтня 2017 року. Було обрано 21 з 22 депутатів, з них (за суб'єктами висування): самовисування — 10, УКРОП — 3, «Громадянська позиція», Радикальна партія Олега Ляшка та Аграрна партія України — по 2, Всеукраїнське об'єднання «Свобода» та Всеукраїнське об'єднання «Батьківщина» — по 1 депутату.
Головою громади обрали позапартійну самовисуванку Галину Матвіюк, вихователя Волинського обласного ліцею-інтернату.
15 липня 2018 року, на проміжних виборах в окрузі № 10, депутатом обрали представницю Радикальної партії Олега Ляшка.

## Історія
До 15 листопада 2017 року — адміністративно-територіальна одиниця у Ківерцівському районі Волинської області з площею 35,967 кв. км, населенням — 2150 осіб та підпорядкуванням сіл Жидичин, Кульчин та Липляни.

## Населення
Згідно з переписом УРСР 1989 року чисельність наявного населення сільської ради становила 2719 осіб, з яких 1290 чоловіків та 1429 жінок.
За переписом населення України 2001 року в сільській раді мешкали 2743 особи.

### Мова
Розподіл населення за рідною мовою за даними перепису 2001 року:
| Мова       | Відсоток |
| ---------- | -------- |
| українська | 98,29 %  |
| російська  | 1,64 %   |
| білоруська | 0,07 %   |

## Керівний склад сільської ради
| ПІБ                    | Основні відомості                                                 | Дата обрання | Дата звільнення |
| ---------------------- | ----------------------------------------------------------------- | ------------ | --------------- |
| Данкевич Олег Петрович | Сільський голова, 1960 року народження, освіта вища.              | 26.03.2006   | 06.11.2015      |
| Дащук Юлія Євгенівна   | Сільський голова, 1989 року народження, кандидат економічних наук | 25.10.2015   |                 |

Примітка: таблиця складена за даними джерела